# Rachid Bourabia
Rachid Bourabia (Digione, 22 marzo 1985) è un ex calciatore francese naturalizzato marocchino, di ruolo centrocampista.

## Biografia
Anche i suoi 2 fratelli Mehdi e Nordine sono calciatori.

## Caratteristiche tecniche
Interno di centrocampo, può giocare da mediano o da trequartista.